# Степаники (Гагарінський район)
Степаники (рос. Степаники) — присілок Гагарінського району Смоленської області Росії. Входить до складу Родомановського сільського поселення.
Населення — 2 особи. 